# Orchidactyla valoni
Orchidactyla valoni là một loài thực vật có hoa trong họ Lan. Loài này được (E.G. Camus) Borsos & Soó mô tả khoa học đầu tiên năm 1966.